# فرایند کوشی
در نظریه احتمال فرایند کوشی یک نوع فرایند تصادفی است. فرایند کوشی انواع متقارن و نامتقارن دارد. عبارت «فرایند کوشی» به صورت مشخص نشده برای اشاره به فرایند کوشی متقارن استفاده می‌شود.
فرایند کوشی دارای ویژگی‌های زیر است:
1. یک فرایند لوی است[۳][۴][۵]
2. یک فرایند پایدار[۱] است.
3. یک فرایند پرش خالص است فرایند لوی
4. گشتاور‌های آن بی‌نهایت است.

## فرایند کوشی متقارن
فرایند کوشی متقارن را می‌توان با یک حرکت براونی یا فرایند وینر مرتبط با پیرو (subordinator) لوی توصیف کرد. پیرو (subordinator) لوی یک فرایند در ارتباط با توزیع لوی با داشتن پارامتر مکان {\displaystyle 0} و یک پارامتر مقیاس {\displaystyle t^{2}/2}. توزیع لوی یک حالت خاص از معکوس توزیع گاما است؛ بنابراین با استفاده از {\displaystyle C} به نمایندگی از فرایند کوشی و {\displaystyle L} به نمایندگی از پیرو (subordinator) لوی فرایند کوشی متقارن را می‌توان به صورت زیر توضیح داد:
{\displaystyle C(t;0,1)\;:=\;W(L(t;0,t^{2}/2)).}
توزیع لوی، احتمال اولین ضربه برای یک حرکت براونی است، و در نتیجه فرایند کوشی اساساً نتیجه مستقل دو فرایند حرکت براونی است
نمایش لوی–خینشین برای فرایند کوشی متقارن، یک سه‌گانه با رانش صفر و انتشار صفر یک لوی–خینشین سه‌گانه از {\displaystyle (0,0,W)} که در آن {\displaystyle W(dx)=dx/(\pi x^{2})}.
حاشیه تابع مشخصه فرایند کوشی متقارن به صورت زیر است:
{\displaystyle \operatorname {E} {\Big [}e^{i\theta X_{t}}{\Big ]}=e^{-t|\theta |}.}
توزیع احتمال حاشیه‌ای فرایند کوشی متقارن، تابع توزیع توزیع کوشی است
{\displaystyle f(x;t)={1 \over \pi }\left[{t \over x^{2}+t^{2}}\right].}

## فرایوند کوشی نامتقارن
فرایند کوشی نامتقارن در شرایط استفاده از یک پارامتر {\displaystyle \beta } تعریف شده. در اینجا {\displaystyle \beta } چولگی است و قدر مطلق آن باید کمتر یا برابر با ۱ یاشد. در حالتی که در آن {\displaystyle |\beta |=1} است فرایند کوشی کاملاً نامتقارن در نظر گرفته می‌شود.
سه‌گانه لوی–Khintchine به صورت (0,0,W) است {\displaystyle (0,0,W)} که در آن {\displaystyle W(dx)={\begin{cases}Ax^{-2}\,dx&{\text{if }}x>0\\Bx^{-2}\,dx&{\text{if }}x<0\end{cases}}} که در آن {\displaystyle A\neq B}، {\displaystyle A>0} و {\displaystyle B>0}.
با توجه به این، {\displaystyle \beta } یک تابع از {\displaystyle A} و {\displaystyle B} است.
تابع مشخصه نامتقارن توزیع کوشی به صورت زیر است:
{\displaystyle \operatorname {E} {\Big [}e^{i\theta X_{t}}{\Big ]}=e^{-t(|\theta |+i\beta \theta \ln |\theta |/(2\pi ))}.}
توزیع حاشیه‌ای توزیع نامتقارن فرایند کوشی توزیع پایدار با شاخص پایداری برابر با ۱ است.